# Phacelia integrifolia
Phacelia integrifolia är en strävbladig växtart som beskrevs av John Torrey. Phacelia integrifolia ingår i Faceliasläktet som ingår i familjen strävbladiga växter.

## Underarter
Arten delas in i följande underarter:
- P. i. arenicola
- P. i. texana